# Brighton 64
Brighton 64 se formaron en Barcelona en el otoño de 1981, cuando Albert Gil y Ricky Gil, hermanos de la actriz Ariadna Gil, muy influidos por la escena mod británica que empezaban a descubrir a través de discos y películas, decidieron unir fuerzas con varios compañeros de estudios y empezaron a ensayar versiones de The Who, The Jam, The Kinks y Chuck Berry. Adoptados rápidamente por entusiastas, especialmente mods barceloneses, empiezan a tocar por salas de la ciudad como el Pub Boira y el Salón Cibeles, culminando esta primera etapa con su aparición en el programa de TVE “Musical Express” y una actuación en el Rock-Ola de Madrid.
Apenas un año después de su formación, el grupo graba su primer disco, el maxi sencillo "Barcelona Blues", publicado en abril del 83 por la independiente Flor y Nata Records. Presentan el disco en la sala Zeleste con un gran lleno, evidenciando que se han convertido ya en un referente de la potente escena independiente barcelonesa de los años 80. Al año siguiente publican el sencillo "Deja de tocar a mi chica", y acto seguido viajan a Roma para actuar en un festival y hacer su debut en el extranjero.
La entrada del batería Tino Peralbó conduce a la grabación del mini-LP Haz el amor, publicado por Twins y que contiene una buena ración de himnos como “La próxima vez”, “Fotos el ayer” o “Explosión Juvenil Nº 17”. Poco después, la incorporación como teclista de un antiguo amigo del grupo, Jordi Fontich, estabiliza la formación, y la multinacional EMI ficha al grupo y publica en el 86 el maxi sencillo "La casa de la bomba" con un gran éxito de ventas y una fuerte promoción radiofónica y televisiva. La presentación del disco en el Studio 54 de Barcelona se salda con éxito y “La casa de la bomba” consigue el premio de los oyentes de Radio 3 a la mejor canción del año.
La banda combina una interminable gira con la apresurada y problemática grabación para EMI del LP "El problema es la edad", que a pesar de contener grandes canciones como “Igual nos da igual” o “Ponte en marcha para mí”, se ve perjudicado por la falta de confianza por parte de la discográfica, lo que resquebraja la moral de los músicos. En septiembre del 87 actúan ante el público más masivo de su carrera durante las fiestas de la Mercè de Barcelona, pero las tensiones internas empiezan a aflorar y el grupo termina dando paso al siguiente proyecto de los hermanos Gil, los Brigatones.
En 1994, se produce una primera y apoteósica reunión de Brighton 64 en Barcelona (sala Apolo) y Madrid (sala Revolver), compartiendo escenario con Los Flechazos, Los negativos, Scooters, Los canguros y Kamenbert para celebrar el disco recopilatorio "Mi generación". A finales de 2001, Albert, Ricky, Tino y Jordi se reúnen de nuevo para participar en el festival Purple Weekend de León, y Bip Bip Records publica el disco "Explosión Juvenil" en directo.
En 2003, Ricky Gil publica el libro "Bola y cadena" (Editorial Milenio), donde explica la historia del grupo desde un punto de vista totalmente personal, y en 2006 Brighton 64 llena hasta los topes la sala La Paloma de Barcelona. En todas estas reuniones se ha producido una curiosa comunión entre el público de siempre y las nuevas hornadas de fanes que no tuvieron ocasión de verlos en directo en su momento.

## Discografía

### LP
- Haz el amor (miniLP, 8 temas). Twins, 1985
- El problema es la edad. EMI, 1987
- Explosión juvenil 86-87. Bip Bip, 2000
- Esta vez va en serio. BCore, 2012
- Modernista. BCore, 2015[1]
- El tren de la bruja. BCore, 2017
- Como debe ser. BCore, 2019
- Más de lo mismo. BCore, 2022

### Maxi sencillos
- Barcelona Blues,Flor y Nata, 1983,
- La casa de la bomba, EMI, 1986.
- Palabras con sabor

### Sencillos
- Deja de tocar a mi chica. Flor y Nata, 1983.
- Fotos del ayer . Twins, 1985.
- La próxima vez. Twins, 1985
- La casa de la bomba. EMI, 1986.
- Palabras con sabor. EMI, 1987.
- El mejor cocktail. EMI, 1987.
- En Directo Studio 54. Bip Bip, 2010.
- En el País de Mortadelo y Filemón. BCore Disc, 2021.

### Recopilaciones (LP/CD)
- La banda de la casa de la bomba y otras crónicas de la era pop (Al.leluia Records, 1994) LP/CD
- Brighton 64 (EMI, 2001) CD
- Bola y cadena (Bip Bip, 2004) CD
- Fotos del Ayer - (1982-1987) (BCore, 2014) LP